# Paul Keating
Paul Keating   (Bankstown, 18 de gener de 1944) és un polític australià que va arribar a ser Primer ministre d'Austràlia.
Va créixer al suburbi de Bankstown, a Sydney. En els anys 1960 va formar part del grup de rock The Ramrods. Va estudiar a escoles catòliques, però va deixar els seus estudis abans d'ingressar a la universitat, i ingressà en un sindicat i després a les Joventuts del Partit Laborista.
Com a Cap del Govern va destacar pels seus molts assoliments legislatius i per la seva inesperada victòria en les eleccions de 1993. No obstant això, durant el seu segon mandat les seves polítiques no van aconseguir atraure un electorat cada cop més descontent amb el compromís amb Àsia i preocupat pels problemes econòmics. Keating va ser derrotat en les eleccions de 1996.